# Ulli Bartel
Ulrich „Ulli“ Bartel (* 1959 in Hamburg) ist ein deutscher Jazzmusiker (Geige, auch Mandoline).

## Leben und Wirken
Bartel begann im Alter von 5 Jahren mit dem Geigenspiel. Er studierte am Berklee College of Music in Boston. Seit 1985 lebt er in Berlin.
Bartel arbeitete mit Herb Geller, Gerry Brown, Butch Morris, Bob Mover, Bob Degen, Pierre Boussaguet, John Schröder, Sigi Busch, Carlos Bica, Heinrich Köbberling, Marc Abrams, Frank Möbus, Ed Schuller, Walter Gauchel und  Kosta Lukács. 2009 bildete er gemeinsam mit Christoph König, Ingmar Süberkrüb und Jörg Brinkmann das Streichquartett Hot Club of St. Pauli. Weiterhin gehört er zum Quartett von Allan Praskin.
Mit dem Ulli Bartel/Lorenz Boesche Quartett (Es saß ein schneeweiß Vögelein, Membran 2016) und dem Hot Club of St Pauli entstanden Aufnahmen. Außerdem ist er auf Alben von Hans Hartmann, Lancy Falta, Dorado Schmitt/Claudio Favari, Dotschy Reinhardt, Maurice de Martin, Tobias Langguth, Ekkehard Wölk, Sirone, Feigeli Prisor und Dirk Strakhof/Composers’ Orchestra Berlin zu hören, sowie mit Bettina Wegner, Interzone, Tayfun Erdem, Niki Reiser, Michael Rodach und Rhythm4Wind. Er komponierte auch für den Film. Weiterhin hat er Lehraufträge am Jazz-Institut Berlin.